# 馬蹄山
77°34′S 159°58′E / 77.567°S 159.967°E
馬蹄山（英語：Horseshoe Mountain）是南極洲的山峰，位於奧次地，處於弗萊明山以西的泰勒冰川源頭北岸，由英國探險隊發現和命名，現時由南極條約體系管理。